# Zapasy na Letnich Igrzyskach Olimpijskich 2000 – kategoria do 85 kg w stylu wolnym
Zmagania mężczyzn do 85 kg to jedna z ośmiu męskich konkurencji w zapasach w stylu wolnym rozgrywanych podczas Letnich Igrzysk Olimpijskich 2000. Pojedynki w tej kategorii wagowej odbyły się w dniach 29 – 1 października.

## Klasyfikacja[1]
| Pozycja | Nazwisko             | Kraj                     |
| ------- | -------------------- | ------------------------ |
| 1       | Adam Sajtijew        | Rosja                    |
| 2       | Yoel Romero          | Kuba                     |
| 3       | Mogamed Ibragimow    | Macedonia Północna       |
| 4       | Amir Reza Chadem     | Iran                     |
| 5       | Charles Burton       | Stany Zjednoczone        |
| 6       | Yang Hyeong-mo       | Korea Południowa         |
| 7       | Gábor Kapuvári       | Węgry                    |
| 8       | Nicolae Ghiță        | Rumunia                  |
| 9       | Biejbułat Musajew    | Białoruś                 |
| 10      | Magomied Kuruglijew  | Kazachstan               |
| 11      | Igors Samušonoks     | Łotwa                    |
| 12      | Dawyd Biczinaszwili  | Ukraina                  |
| 13      | Justin Abdou         | Kanada                   |
| 14      | Macharbiek Chadarcew | Uzbekistan               |
| 15      | Alioune Diouf        | Senegal                  |
| 16      | Grégory Martinetti   | Szwajcaria               |
| 17      | Tatsuo Kawai         | Japonia                  |
| 18      | Ali Özen             | Turcja                   |
| 19      | Igor Praporshchikov  | Australia                |
| 20      | Vincent Aka-Akesse   | Wybrzeże Kości Słoniowej |

## Zasady[2]
- PP — Na punkty (Pokonany zdobył punkty)
- PO — Na punkty (Pokonany bez punktów)
- ST — Przewaga (10 punktów różnicy, pokonany bez punktów)
- TO — Nokaut

## Wyniki[3]

### Rundy eliminacyjne

#### Grupa 1
| Zawodnik            | W | P | Punkty | Punkty techniczne |
| ------------------- | - | - | ------ | ----------------- |
| Mogamed Ibragimow   | 2 | 0 | 7      | 7                 |
| Dawyd Biczinaszwili | 1 | 1 | 4      | 8                 |
| Tatsuo Kawai        | 0 | 2 | 1      | 6                 |

|                     |                     | Punkty | Punkty techniczne |
| ------------------- | ------------------- | ------ | ----------------- |
| Dawyd Biczinaszwili | Mogamed Ibragimow   | 1-3 PP | 1-1               |
| Tatsuo Kawai        | Dawyd Biczinaszwili | 1-3 PP | 1-7               |
| Mogamed Ibragimow   | Tatsuo Kawai        | 4-0 TO | 2:21              |

#### Grupa 2
| Zawodnik           | W | P | Punkty | Punkty techniczne |
| ------------------ | - | - | ------ | ----------------- |
| Charles Burton     | 2 | 0 | 7      | 14                |
| Alioune Diouf      | 1 | 1 | 3      | 10                |
| Grégory Martinetti | 0 | 2 | 1      | 7                 |

|                    |                    | Punkty | Punkty techniczne |
| ------------------ | ------------------ | ------ | ----------------- |
| Alioune Diouf      | Grégory Martinetti | 3-1 PP | 10-7              |
| Charles Burton     | Alioune Diouf      | 3-0 PO | 4-0               |
| Grégory Martinetti | Charles Burton     | 0-4 ST | 0-10              |

#### Grupa 3
| Zawodnik            | W | P | Punkty | Punkty techniczne |
| ------------------- | - | - | ------ | ----------------- |
| Adam Sajtijew       | 2 | 0 | 7      | 15                |
| Biejbułat Musajew   | 1 | 1 | 5      | 14                |
| Igor Praporshchikov | 0 | 2 | 0      | 0                 |

|                     |                     | Punkty | Punkty techniczne |
| ------------------- | ------------------- | ------ | ----------------- |
| Adam Sajtijew       | Biejbułat Musajew   | 3-1 PP | 4-1               |
| Igor Praporshchikov | Adam Sajtijew       | 0-4 ST | 0-11              |
| Biejbułat Musajew   | Igor Praporshchikov | 4-0 ST | 13-0              |

#### Grupa 4
| Zawodnik             | W | P | Punkty | Punkty techniczne |
| -------------------- | - | - | ------ | ----------------- |
| Yang Hyeong-mo       | 2 | 0 | 6      | 8                 |
| Macharbiek Chadarcew | 1 | 1 | 4      | 5                 |
| Ali Özen             | 0 | 2 | 1      | 2                 |

|                      |                      | Punkty | Punkty techniczne |
| -------------------- | -------------------- | ------ | ----------------- |
| Macharbiek Chadarcew | Yang Hyeong-mo       | 1-3 PP | 2-3               |
| Ali Özen             | Macharbiek Chadarcew | 0-3 PO | 0-3               |
| Yang Hyeong-mo       | Ali Özen             | 3-1 PP | 5-2               |

#### Grupa 5
| Zawodnik            | W | P | Punkty | Punkty techniczne |
| ------------------- | - | - | ------ | ----------------- |
| Yoel Romero         | 3 | 0 | 9      | 15                |
| Magomied Kuruglijew | 1 | 2 | 4      | 14                |
| Igors Samušonoks    | 1 | 2 | 4      | 9                 |
| Justin Abdou        | 1 | 2 | 4      | 8                 |

|                  |                     | Punkty | Punkty techniczne |
| ---------------- | ------------------- | ------ | ----------------- |
| Igors Samušonoks | Justin Abdou        | 1-3 PP | 2-3               |
| Yoel Romero      | Magomied Kuruglijew | 3-0 PO | 4-0               |
| Igors Samušonoks | Yoel Romero         | 0-3 PO | 0-3               |
| Justin Abdou     | Magomied Kuruglijew | 1-3 PP | 5-8               |
| Igors Samušonoks | Magomied Kuruglijew | 3-1 PP | 7-6               |
| Justin Abdou     | Yoel Romero         | 0-3 PO | 0-8               |

#### Grupa 6
| Zawodnik           | W | P | Punkty | Punkty techniczne |
| ------------------ | - | - | ------ | ----------------- |
| Amir Reza Chadem   | 3 | 0 | 9      | 14                |
| Gábor Kapuvári     | 2 | 1 | 7      | 11                |
| Nicolae Ghiță      | 1 | 2 | 6      | 14                |
| Vincent Aka-Akesse | 0 | 3 | 0      | 0                 |

|                    |                    | Punkty | Punkty techniczne |
| ------------------ | ------------------ | ------ | ----------------- |
| Gábor Kapuvári     | Vincent Aka-Akesse | 3-0 PO | 6-0               |
| Nicolae Ghiță      | Amir Reza Chadem   | 1-3 PP | 3-5               |
| Gábor Kapuvári     | Nicolae Ghiță      | 3-1 PP | 2-1               |
| Vincent Aka-Akesse | Amir Reza Chadem   | 0-3 PO | 0-4               |
| Gábor Kapuvári     | Amir Reza Chadem   | 1-3 PP | 3-5               |
| Vincent Aka-Akesse | Nicolae Ghiță      | 0-4 ST | 0-10              |

### Runda finałowa
|  | Ćwierćfinały      | Ćwierćfinały      | Ćwierćfinały |  |  | Półfinały         | Półfinały         | Półfinały   |   |               | Finał             | Finał             | Finał       |
|  |                   |                   |              |  |  |                   |                   |             |   |               |                   |                   |             |
|  | Mogamed Ibragimow | Mogamed Ibragimow | 4            |  |  |                   |                   |             |   |               |                   |                   |             |
|  | Charles Burton    | Charles Burton    | 2            |  |  | Mogamed Ibragimow | Mogamed Ibragimow | 0           |   |               |                   |                   |             |
|  | Adam Sajtijew     | Adam Sajtijew     | 5            |  |  | Adam Sajtijew     | Adam Sajtijew     | 3           |   |               |                   |                   |             |
|  | Yang Hyeong-mo    | Yang Hyeong-mo    | 0            |  |  |                   |                   |             |   | Adam Sajtijew | Adam Sajtijew     | 7F                |             |
|  |                   |                   |              |  |  |                   | Yoel Romero       | Yoel Romero | 1 |               |                   |                   |             |
|  |                   |                   |              |  |  | Yoel Romero       | Yoel Romero       | 3           |   |               |                   |                   |             |
|  |                   |                   |              |  |  | Amir Reza Chadem  | Amir Reza Chadem  | 0           |   |               | o 3 miejsce       | o 3 miejsce       | o 3 miejsce |
|  |                   |                   |              |  |  |                   |                   |             |   |               |                   |                   |             |
|  |                   |                   |              |  |  |                   |                   |             |   |               | Mogamed Ibragimow | Mogamed Ibragimow | 4           |
|  |                   |                   |              |  |  |                   |                   |             |   |               | Amir Reza Chadem  | Amir Reza Chadem  | 1           |

|  |                |    |
|  | o 5 miejsce    |    |
|  |                |    |
|  |                |    |
|  |                |    |
|  | Charles Burton | WO |
|  | Charles Burton | WO |
|  | Yang Hyeong-mo |    |
|  |                |    |
|  |                |    |